# درفش‌نوک بزرگ
درفش‌نوک بزرگ (نام علمی: Megaxenops parnaguae) یک پرنده تنورساز است که بومی منطقه کاتینگا در شمال شرقی برزیل است. در سردهٔ Megaxenops آرایه تک‌نماد است.
نام آن با شباهت‌های سطحی به درفش‌نوک‌های «راستین» از سردهٔ درفش‌نوک اشاره دارد. نوک آن به‌طور مشابه به سمت بالا خمیده‌است، اما با طول کل c. 16 سانتی‌متر (۶ در)، به‌طور قابل توجهی بزرگ‌تر است و در کل به رنگ دارچینی روشن با گلوی سفید است. عموماً نامشخص است و معمولاً به جای تنهٔ درختان، در میان شاخ و برگ‌ها در جستجوی غذا است.